# Tadeusz Grabowski (pułkownik)

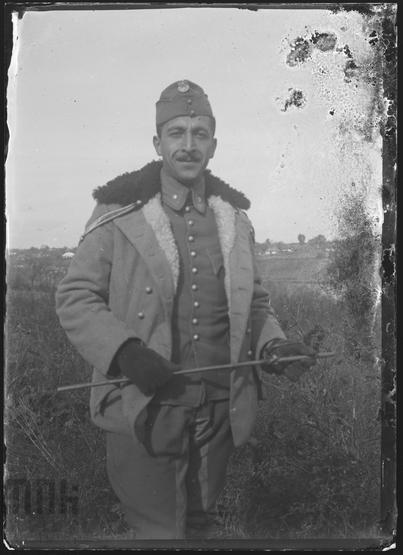
Tadeusz Grabowski jako oficer Legionów (1916)

Tadeusz Grabowski (ur. 17 maja 1886 w Krakowie, zm. wiosną 1940 w Charkowie) – pułkownik dyplomowany kawalerii Wojska Polskiego, działacz niepodległościowy, kawaler Orderu Virtuti Militari, ofiara zbrodni katyńskiej.

## Życiorys
Syn Władysława i Julii z Wrońskich urodzony 17 maja 1886 w Krakowie. Uczęszczał do niższego gimnazjum, a następnie do Wyższej Szkoły Przemysłowej w Krakowie, gdzie zdał egzamin dojrzałości. Studiował na wydziale architektonicznym Politechniki Lwowskiej, gdzie zdobył tytuł inżyniera. Wykształcenie uzupełnił później w Technische Hochschule w Dreźnie. Od września 1908 do sierpnia 1909 był asystentem przy Katedrze Projektowania w Wyższej Szkole Przemysłowej w Krakowie. Do wybuchu I wojny światowej pracował w budownictwie. Od 1914 walczył w szeregach Legionów Polskich. Był żołnierzem 3 szwadronu, a później 2 pułku ułanów. 29 września 1914 awansował na chorążego, 18 stycznia 1915 – podporucznika, a 1 listopada 1916 na porucznika. Walczył w Karpatach i na Wołyniu. W lipcu 1917, po kryzysie przysięgowym w lutym 1918 został internowany w obozie Marmarosz-Sziget. 1 czerwca 1918 został przymusowo wcielony do cesarskiej i królewskiej armii i skierowany na front włoski.
1 listopada 1918 został przyjęty do Wojska Polskiego, w stopniu rotmistrza. Wziął udział w obronie Lwowa, a następnie walczył na wojnie z bolszewikami. 11 czerwca 1920 został zatwierdzony w stopniu podpułkownika Sztabu Generalnego z dniem 1 kwietnia 1920, w kawalerii, w „grupie byłych Legionów Polskich”. 1 czerwca 1921 pełnił służbę w Komisji Likwidacyjnej Naczelnego Dowództwa, pozostając na ewidencji Oddziału V Sztabu Ministerstwa Spraw Wojskowych. W latach 1921–1922 był słuchaczem I Kursu Doszkolenia Wyższej Szkoły Wojennej w Warszawie. 3 maja 1922 został zweryfikowany w stopniu podpułkownika ze starszeństwem od 1 czerwca 1919 i 44. lokatą w korpusie oficerów jazdy (od 1924 – kawalerii). We wrześniu 1922, po ukończeniu kursu i uzyskaniu „pełnych kwalifikacji do pełnienia służby na stanowiskach Sztabu Generalnego” został przydzielony do Inspektoratu Armii Nr II na stanowisko I referenta. W czasie studiów i podczas pełnienia służby w Inspektoracie Armii generała dywizji Lucjana Żeligowskiego pozostawał na ewidencji 2 pułku szwoleżerów Rokitniańskich, który wówczas stacjonował w Bielsku-Białej. W maju 1924 został przesunięty na stanowisko II referenta. W październiku 1925 został przeniesiony do 4 pułku strzelców konnych w Płocku na stanowisko zastępcy dowódcy pułku. Z dniem 1 kwietnia 1926 został przeniesiony służbowo na trzymiesięczny kurs doszkolenia sztabowych oficerów kawalerii w Obozie Szkolnym Kawalerii w Grudziądzu. W listopadzie 1927 został przeniesiony do 9 pułku strzelców konnych w Grajewie na stanowisko dowódcy pułku. 1 stycznia 1928 prezydent RP nadał mu z dniem 1 stycznia 1928 stopień pułkownika w korpusie oficerów kawalerii i 1. lokatą. W październiku 1931 został przeniesiony do Ministerstwa Spraw Wojskowych w Warszawie na stanowisko szefa Biura Ogólno-Administracyjnego. W październiku 1937 został powołany na stanowisko szefa Biura Planowania MSWojsk.
W czasie kampanii wrześniowej po agresji ZSRR na Polskę dostał się do niewoli sowieckiej. Przebywał w obozie w Starobielsku. Wiosną 1940 został zamordowany przez funkcjonariuszy NKWD w Charkowie i pogrzebany w Piatichatkach, gdzie od 17 czerwca 2000 mieści się oficjalnie Cmentarz Ofiar Totalitaryzmu w Charkowie.
Postanowieniem nr 112-48-07 Prezydenta RP Lecha Kaczyńskiego z 5 października 2007 został awansowany pośmiertnie na stopień generała brygady. Awans został ogłoszony 9 listopada 2007 w Warszawie, w trakcie uroczystości „Katyń Pamiętamy – Uczcijmy Pamięć Bohaterów”.

## Ordery i odznaczenia
- Krzyż Srebrny Orderu Wojskowego Virtuti Militari nr 4329 – 26 stycznia 1922[29][30]
- Krzyż Niepodległości – 6 czerwca 1931 „za pracę w dziele odzyskania niepodległości”[31][32][33][34]
- Krzyż Oficerski Orderu Odrodzenia Polski – 8 listopada 1930 „za zasługi na polu organizacji, wyszkolenia i administracji”[35]
- Krzyż Walecznych czterokrotnie[19][36]
- Złoty Krzyż Zasługi po raz drugi – 23 kwietnia 1938 „za zasługi na polu pracy społecznej”[37][38]
- Złoty Krzyż Zasługi po raz pierwszy – 10 listopada 1928[39][40]
- Medal Pamiątkowy za Wojnę 1918–1921
- Medal Dziesięciolecia Odzyskanej Niepodległości